# Takanini
 (février 2023).
Le contenu est difficilement compréhensible vu les erreurs de traduction, qui sont peut-être dues à l'utilisation d'un logiciel de traduction automatique.
Takanini est une banlieue de la cité d’Auckland, située dans le nord de l’Île du Nord de la Nouvelle-Zélande.

## Situation
Elle est localisée sur les berges de la crique de Pahurehure, située à 28 kilomètres  au sud-est de la cité d’Auckland CBD.

## Activité
La banlieue est le siège de la marque Fonterra et en particulier de son usine de traitement du lait (qui est une partie de la compagnie laitière Fonterra Co-operative), mais aussi les nouveaux développements des « maisons Addison », ainsi qu’un élevage très connu au niveau international de chevaux s’étendant sur tout le secteur.
Les  deux principaux centres commerciaux dans le secteur de Takanini sont nommés « Southgate Shopping Centre » et « Takanini Village ».
C’est aussi la localisation de la gare de Takanini (en) et de l’hôpital de « Takanini Care ».

## Histoire
L’ancienne highway, nommée Grande route du sud (en), passe à travers Takanini, formant son axe principal. 
La route fut construite durant les Guerres maories pour transporter le ravitaillement durant la « campagne de Waikato ». 
Elle était gardée par des gendarmes armés et elle était considérée comme une route militaire stratégique.
Durant la réforme majeure de la gouvernance local en 1989, Takanini fut inclus dans les limites du district de Papakura.
À partir d’octobre 2010, après le rapport de la commission royale sur la gouvernance d’Auckland (en), l’ensemble de la région d’Auckland fut amalgamée sous une seule autorité.
Comme l’ensemble du district de Papakura, et d’autres autorités territoriales telles que North Shore City, District de Rodney, Waitakere City, Auckland City, Manukau City, et le district de Franklin,elles furent abolies et l’ensemble du secteur fut amalgamé dans un seul « Conseil de la cité » d’Auckland sous l’autorité du conseil d’Auckland.
La banlieue de Takanini est maintenant une partie du ward de Manurewa-Papakura (en) au sein du conseil d’Auckland .

## Éducation
- La seule école primaire du secteur était « Takanini School », une école primaire mixte du système public. Elle a un taux de décile de 1.
- Takanini a aussi plusieurs centres pour la petite enfance.
- Mais bientôt, quatre écoles publiques, mixtes doivent être construites dans le secteur de Takanini pour un coût de plus de 92 millions de $ dans les 15 ans à venir.

Plus précocement, des services à l’enfance et des écoles catholiques doivent aussi être développées. 
- Le plan comprend la construction d’une école secondaire moderne près de la « Papakura Normal School » au niveau de Papakura et trois écoles primaires construites sur le site doivent être sécurisées.

Le fait que la population de Takanini est prévue pour croître jusqu’à 22 000 résidents, comprenant 4 500 enfants en âge scolaire vers 2020 a dopé ces projets majeurs. 
La nouvelle école secondaire devra accueillir des élèves de l’année 9 à 13, les écoles primaires ceux des années 1 à 8 en août 2017

## Installations

### Logements
Tout comme les villes voisines de Dannemora, et Howick, Takanini a plusieurs styles de maisons suburbaines dans son secteur. 
Addison, Longford Park, et McLennan sont trois projets majeurs de lotissements, qui ont augmenté nettement la valeur des propriétés locales. 
La zone de Takanini contient une population hautement diversifiée au point de vue ethnique. Un projet de bâtiment important, nommé Kiwibuild building project est en cours de réalisation sur les terrains des « Forces de la Défense », à l’est de « Great South Road ».

### Transports
L’Autoroute Sud d’Aukland (en) et la ligne du ligne principale de l’Île du nord (en) passent toutes les deux à travers la banlieue de Takanini.
Le service des trains et des bus fournissent l’essentiel des transports publics du secteur, avec des passages de trains fréquents sur la ligne sud d’Auckland (en) entre la gare de Takanini (en) et le CBD : (gare de Britomart (en)).
Bien que le motorway et le Great South Road s’écoule librement même aux périodes de pointe, les routes de transit local sont souvent affectées  par des épisodes de congestion  aiguë du trafic, surtout quand elles sont proches de la zone métropolitaine d’Auckland.

### Loisirs
Le « Park Bruce Pulman » est le principal lieu de l’activité sportive dans la banlieue de Takanini.
Les installations de sport comprennent une salle pour les scouts, un stade de gymnastique ( qui est le siège du « Counties-Manukau Gymnastics »), un certain nombre de terrains extérieurs en particulier pour le netball, maintenant renforcés par le stade en intérieur de grande taille du « Counties-Manukau stadium » utilisé pour le basketball, le volleyball et le netball. 
Le « Parc Bruce Pulman » comprend aussi des terrains de rugby pour la ligue de rugby, et de  touch fields ainsi qu’un ovale de taille réglementaire pour le cricket.